# Clementina Díez de Baldeón
Pour les articles homonymes, voir Diez.
Clementina Díez de Baldeón García, née le 15 mars 1953 à Ciudad Real, est une femme politique espagnole. Elle est membre du Parti socialiste ouvrier espagnol (PSOE) et députée de Ciudad Real au Congrès des députés.

## Biographie
Licenciée en philosophie et lettres, elle est également docteure en histoire de l'art. Elle a enseigné cette matière à l'université de Castille-La Manche, dont elle a été rectrice adjointe pour les élèves entre 1988 et 1996.
Elle est mariée à José María Barreda, président de Castille-La Manche entre 2004 et 2011, et mère de deux enfants.

## Vie politique
Clementina Díez de Baldeón adhère au Parti socialiste ouvrier espagnol en 1984, et intègre la commission exécutive municipale de Ciudad Real trois ans plus tard, en 1987. Elle la quitte en 1994.
Elle a également été secrétaire aux Femmes, puis à l'Éducation et à la Santé au sein de la commission exécutive fédérale du PSOE.
Elle est élue députée de Ciudad Real lors des élections législatives anticipées du 3 mai 1996, remportées par le Parti populaire. Elle devient alors membre de la Députation permanente du Congrès des députés, de la commission de l'Éducation et de la Culture, au sein de laquelle elle est porte-parole du groupe socialiste de 1998 à 2000, de la commission mixte pour les Droits de la femme entre 1996 et 1997, et de la commission des Budgets de 1997 à 1998.
Réélue le 12 mars 2000, Clementina Díez de Baldeón est désignée seconde vice-présidente de la commission de l'Éducation, de la Culture et des Sports et membre de la commission de la Science et de la Technologie.
Elle est reconduite au Congrès des députés lors du scrutin du 14 mars 2004, puis devient présidente de la commission de la Culture et membre de la commission de contrôle parlementaire de la RTVE de 2004 à 2007.
Clementina Díez de Baldeón est une nouvelle fois élue représentante de la province de Ciudad Real le 9 mars 2008, et retrouve la présidence de la commission de la Culture. Dans le même temps, elle entre à la commission mixte pour les Relations avec le Défenseur du peuple.
Le 6 juillet 2008, elle est élue membre du Comité fédéral (parlement) du Parti socialiste ouvrier espagnol, puis de la Commission fédérale des listes le 24 novembre suivant.
Elle ne se représente pas aux élections générales de 2011, la tête de liste dans la province de Ciudad Real étant confiée à son époux.